# 北瓦沃納 (加利福尼亞州)
北瓦沃納（英語：North Wawona）是位於美國加利福尼亞州馬里波薩縣的一個非建制地區。該地的面積和人口皆未知。

## 地理
北瓦沃納的座標為37°32′52″N 119°38′41″W / 37.54778°N 119.64472°W，而該地的平均海拔高度為1256米（即4121英尺）。